# VII Corps (Vereinigte Staaten)
Das VII Corps (deutsch VII. US-Korps; The Jayhawk Corps) war neben dem V. US-Korps eines der beiden Korps der US Army in Europa während des Kalten Krieges. Es wurde 1918 aufgestellt, war die meiste Zeit der 7. US-Armee (USAREUR) unterstellt und hatte sein Hauptquartier in den Kelley Barracks in Stuttgart-Möhringen, bis es schließlich 1992 deaktiviert wurde.
Ein VII. Korps existierte zuvor bereits im Sezessionskrieg (1862–1863 und nach Neuaufstellung 1863–1865), steht aber in keinem Zusammenhang mit den späteren Verbänden.

## Erster Weltkrieg
Wenige Monate vor dem Ende des Ersten Weltkrieges in Nordfrankreich wurde das VII. Korps am 19. August 1918 in Remiremont aufgestellt, erster Kommandeur wurde Generalmajor William M. Wright. Am 8. November 1918 war das Korps noch der 1. US-Armee, zwischen 22. November 1918 und 11. Mai 1919 der 3. US-Armee unterstellt. Der schnelle Sieg über das Deutsche Kaiserreich machte keinen militärischen Einsatz an der Westfront mehr nötig. Am 11. Juli 1919 erfolgte die Auflösung des Kommandos.
In der Zwischenkriegszeit existierte ein Kommando am 9. Jänner 1922 in St. Louis, Missouri, ab 1. Oktober 1933 verlegte das Hauptquartier nach Omaha in Nebraska, wo es am 25. November 1940 wieder aufgelöst wurde.

## Zweiter Weltkrieg
Am 25. November 1940 machte die nahe Kriegsgefahr mit den Achsenmächten
die Reaktivierung des VII. Corps in Fort McClellan, Alabama nötig, Kommandeur wurde Major-General Frederic H. Smith. Die erste Aufgabe bestand darin die 27., 33. und 35. Division der Nationalgarde für den Kriegseinsatz zu trainieren. Am 25. Januar 1941 verlegte das Hauptquartier des Kommandos nach Birmingham, Alabama. Nach mehrmonatiger Grundausbildung folgten im Juni 1941 Manöver in Tennessee, wobei gegen die eigene 5th Infantry und 2nd Armored Division ein Scheinkrieg geführt wurde. Anfang August 1941 übernahm Major-General Robert C. Richardson des Kommando, unter ihm folgten weitere Manöver in Arkansas und Louisiana.
Nach dem Kriegsausbruch mit Japan verlegte das Korpskommando ab Dezember 1941 nach San Jose in Kalifornien und war bis 9. März 1943 dem Western Defense Command unterstellt. Die 27. und 43. Infanterie-Divisionen erhielten dabei ihr Abschlusstraining und wurden zum Kriegseinsatz im Pazifikkrieg gegen Japan eingeschifft. Im November 1942 verlegte das Generalkommando nach Jacksonville, Florida. Während weiterer Manöver wurde Major General Richardson abberufen, Generalmajor R.B. Woodruff übernahm das Kommando des Korps.
Im Herbst 1943 erfolgte die Verlegung nach Europa, ab 6. Oktober lag das Kommando in England.

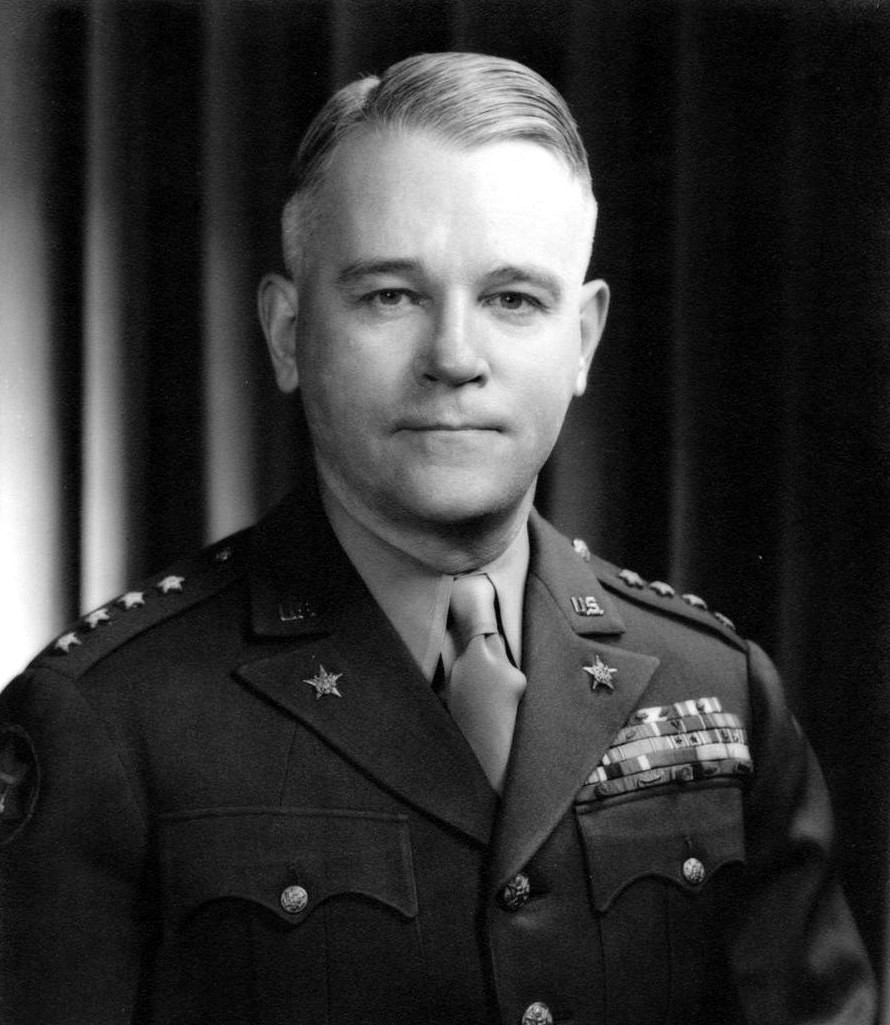
General Joseph Lawton Collins

### Invasion in der Normandie
Am 14. Februar 1944 wurde der bisherige Generalstabschef des Korps, Major-General Joseph Lawton Collins zum neuen Kommandierenden des VII. Corps ernannt und bereitete sein Corps auf die Invasion in der Normandie vor. Am „D-Day“ den 6. Juni 1944 bildete das VII Corps, eines der beiden Angriffskorps der 1. US-Armee unter General Omar Bradley. Im Rahmen der Operation Overlord landete das Korps im Landungsabschnitt Utah Beach an der Ostküste der Halbinsel Cotentin. Den Landungen des Corps waren die Luftlandungen der 82. und der 101. US-Luftlandedivision (Maj.Gen. Maxwell D. Taylor) im Hinterland zwischen Carentan und Sainte-Mère-Église vorausgegangen. Nachdem es am ersten Landungstag nicht gelungen war die Verbindung zum benachbarten V. Corps (Generalmajor Leonard T. Gerow) bei Omaha Beach herzustellen, versuchte General Collins südlich auf Carentan durchzubrechen, dafür wurde die 101. Luftlandedivision angesetzt, welche bis 12. Juni die Verbindung zum V. Corps herstellen konnte. Am 14. Juni gelang es der 4th Infantry Division (Maj.Gen. Raymond O. Barton) trotz starkem Widerstand, die deutsche Hauptverteidigungslinie bei Montebourg im Norden der Cotentin zu durchbrechen. Im Westen der Halbinsel kam die 90th Infantry Division (Brig.Gen. Jay W. MacKelvie) und 79th Infantry Division (Maj.Gen. Ira T. Wyche) nur langsam voran, da sie die Flüsse Merderet und Douve zu überqueren hatten.
Am 15. Juni verstärkte General Collins die Truppen die westlich der Merderet vorrückten, mit der 82nd Airborne Division (Maj.Gen. Matthew B. Ridgway) und der 9th Infantry Division (Maj.Gen. Manton S. Eddy). Am Abend des 17. Juni erreichten Truppen der 9. Division die Westküste in der Nähe von Barneville-Carteret und schnitten die nördlich davon stehenden deutschen Truppen ab. Bis zum 21. Juni wurde die Hafenfestung Cherbourg durch die 4., 9. und 79. Division eingeschlossen, am 22. Juni folgten massive Bombenangriffe gegen die deutschen Verteidigungsstellungen. Cherbourg kapitulierte unter dem Festungskommandanten von Schlieben am 26. Juni nach starkem Artilleriebeschuss und heftigen Straßenkämpfen. Die amerikanischen Verluste beliefen sich dabei auf etwa 2.800 Tote, 3.000 Vermisste und etwa 13.500 Verwundete. Die 1. US-Armee war jetzt im Besitz eines Tiefwasserhafens, über See wurde weiteres Material herangeschafft. Auch das VIII. US-Corps unter Generalmajor Middleton wurde über Cherbourg als Verstärkung in die westliche Cotentin nachgeführt. Am 30. Juni war das gesamte nördliche Cotentin besetzt.
Am 2. Juli 1944 übernahm das VII. Corps im Raum südlich Carentan einen schmalen Sektor an der neugebildeten Südfront der Halbinsel zwischen dem VIII. und XIX. Corps. Am 18. Juli gelang im Zusammenwirken mit dem XIX. Corps die Einnahme von Saint Lo. In der Operation Cobra konnte das VII Corps nach einem massiven Bombenteppich mit tausenden Flugzeugen und dem Durchbruch der 2nd und 3rd Armored Division westlich von Saint Lo mit der 4., 9. und 30. Division nach Süden nachstoßen und am 30. Juli Avranches erreichen. Seit dem 1. August 1944 war die übergeordnete 1. US-Armee General Courtney H. Hodges der 12. Heeresgruppe unterstellt. Nach dem Durchbruch der deutschen Linien durch die 30. Infanteriedivision (Generalmajor Leland S. Hobbs) bei Mortain drängte das Korps bis Mitte August gegen die südliche Front des sich gebildeten Kessels von Falaise. Das weiter östlich angesetzte V. Corps setzte über Argentan zur Umfassung an und stellte die Verbindung zum britischen XXX. Corps (General Horrocks) her.

### Raid durch Frankreich
Der folgende Raid durch Frankreich begann am 21. August. Der Vorstoß der 1. und 9. Infanteriedivision sowie der 3. Panzerdivision, verstärkt durch die 4. Kavallerie-Gruppe unter Oberst Tullys gewann dabei zwischen 25 und 45 Kilometer pro Tag. Am 25. August wurde die Seine bei Melun erreicht, am 27. die Marne bei Château-Thierry überschritten. Nordwärts vorstoßend ging der Vormarsch über die Aisne nach Laon, die 3. Panzerdivision voran, dicht gefolgt von der 1. und 9. Infanteriedivision. Anfang September 1944 wurde die belgische Grenze bei Mons erreicht, dort wurde der Vormarsch der 3. Panzer- und 1. Infanteriedivision (Generalmajor Clarence R. Huebner) nach Norden vorerst angehalten. Am 12. September erreichte das Korps die deutsche Grenze am Westwall und nahm am 21. Oktober Aachen ein, im Anschluss folgte die Schlacht im Hürtgenwald. Am 16. November 1944 starteten die 1. und 9. US-Armee die Operation Queen. Dabei sollte die 4. Infanteriedivision unter der Leitung des VII. US-Corps, das jetzt wieder im Abschnitt der 1. US-Armee stand, durch die Front des deutschen LXXXI. Armeekorps brechen und die Rur erreichen. Die abgekämpfte 1. wurde von der 9. Infanteriedivision (Generalmajor Louis Aleck Craig) abgelöst, nach 30 Tagen der Kämpfe im düsteren Hürtgenwald wurde auch die 4. Division herausgezogen, neu unterstellt wurde dem Korps die 104. Infanteriedivision (Major General Terry de la Mesa Allen).

### The Battle of the Bulge
Am 16. Dezember 1944 starteten die Deutschen die Ardennenoffensive, einen letzten Versuch die westlichen Alliierten von der Reichsgrenze zurückzuwerfen.
Das VII. Korps musste beidseitig der Ourthe eine neue 65 Kilometer langen Front zwischen Dinant und Grandmenil einnehmen. Links an das XVIII. Luftlande-Korps und rechts an das britische XXX. Corps anschließend, konnte der Vormarsch des deutschen LVIII. Panzerkorps aufgehalten werden. Dem VII. Corps waren dabei wieder die 2nd und 3rd Armored Division unterstellt, sowie die 75. und 84. Infanteriedivision (Generalmajor Alexander R. Bolling) neu zugeteilt worden. Ein Gegenangriff durch die 2nd Armored Division südlich von Ciney nach Südosten begann Ende Dezember, zusammen mit dem Gegenstoß der 3. US-Armee nach Norden wurde der deutsche Frontvorsprung bis Mitte Jänner 1945 beseitigt und die neue Front im Raum Houffalize begradigt. Bis zum 5. Februar erhielt das Korpskommando 12 Tage Erholung und erhielt danach den alten Abschnitt entlang des Westufers des Rur, noch gehalten von der 8. und 104. Infanteriedivision.

### Rheinland und Ruhrkessel
Am 23. Februar 1945 begann die 9. US Army die Operation Grenade; das VII Korps griff über den Fluss Rur an und deckte die rechte Flanke. Die 8. und 104. Infanterie-Division überquerten den noch geschwollenen Strom. Die 8. Division besetzte Düren, die 99th Infantry Division (Maj. General Walter E. Lauer) schützte die rechte Flanke. Am 2. März 1945 ging die 99. Division zur Offensive über, bei Glesch wurde die Erft überschritten und Köln am 5. und 6. März besetzt. Teile der 3. Panzerdivision erreichten am 4. März den Rhein, am 8. März wurde Bonn eingenommen. Eine Vorhut der 9th Armored Division eroberte am 7. März die Rheinbrücke bei Remagen; weitere Truppen bildeten zügig einen Brückenkopf. Aus diesem brachen die 1. und 74. Infanteriedivision aus und nahmen an der Einkesselung des Ruhrgebiets teil. Im Abschnitt des VII. Corps wurde eine 1.176 Meter lange zusätzliche Pontonbrücke über den Rhein errichtet. Die 104. Division führte den Angriff nach Osten, während die 78. Division die linke Flanke des VII. Corps südlich der Sieg deckte. Am 25. März startete die 1. US-Armee ihren Angriff mit dem VII, III und V Corps nach Osten. Die 3. Panzerdivision ging der 1. und 104. Division in vier Kolonnen in Richtung auf Paderborn vor. In Erinnerung an den Kommandeur der 3. Panzerdivision, General Maurice Rose, welcher am 31. März fiel, trägt die Ruhrkessel-Schlacht in den USA auch den Beinamen „Rose Pocket“. Nach drei Tagen und 90 Kilometer Vormarsch wurde Marburg erreicht. Das Korps wurde dann aus der Kesselfront herausgezogen, um den Vorstoß nach Osten weiterzuführen. Am 8. April ging die 1. Infanteriedivision über die Weser und besetzte Fürstenberg. Trotz heftigen Widerstands brach der Ruhrkessel mit der deutschen Kapitulation bis zum 15. April zusammen. Derweil führte das VII Corps tiefe Vorstöße in das Gebiet südlich des Harzes, erreichte Nordhausen und am 20. April die Saale bei Halle. Während die 1., 9. und 104. Division deutsche Verbände im Harzgebiet bekämpften, erreichte die 3. Panzerdivision am 24. April die Elbe kampflos bei Dessau. Nach elfmonatigen Operationen war die Mission des VII. Corps in Europa erfüllt; Mitte Juni 1945 begann die Rückfahrt in die Vereinigten Staaten.

## Im Kalten Krieg
Nach einer vorübergehenden Deaktivierung wurde das Korps im Jahr 1950 wieder aktiviert und nach Stuttgart in Westdeutschland verlegt. Zusammen mit dem in Frankfurt am Main ansässigen V. Korps war es eines von zwei Korps das im Kalten Krieg als Großverband dem Warschauer Pakt entgegengestellt wurde. 
1970 setzte sich das Korps aus folgenden einheiten zusammen:
- Corps Headquarters, Stuttgart
  - 3rd Infantry Division (Mech), Würzburg
  - 4th Armored Division, Göppingen
  - 35th Field Artillery Group, Bamberg
  - 72nd Field Artillery Group, Wertheim
  - 210th Field Artillery Group, Herzogenaurach
  - 2nd Armored Cavalry Regiment, Nürnberg
  - 34th Signal Battalion, Ludwigsburg
  - 16th Aviation Battalion, Nellingen
  - 7th Engineer Brigade, Kornwestheim
  - VII. Corps Support Command, Nellingen

Während des Kalten Krieges waren Teileinheiten der Korps zur Sicherung des Eisernen Vorhangs, als Teil der NATO-Truppen, eingesetzt. Nachdem Saddam Husseins Truppen Kuwait im August 1990 besetzt hatten, wurde das Korps nach Saudi-Arabien verlegt.
Kurz vor der Verlegung setzte sich das Korps aus folgenden Einheiten zusammen:
- Corps Headquarters, Stuttgart
  - 3rd Infantry Division, Würzburg
  - 1st Infantry Division (Forward), Göppingen
  - 1st Armored Division, Ansbach
  - 2nd Armored Division (Forward), Garlstedt
  - 17th Field Artillery Brigade, Augsburg
  - 72nd Field Artillery Brigade, Wertheim
  - 210th Field Artillery Brigade, Herzogenaurach
  - 2nd Armored Cavalry Regiment, Nürnberg
  - 34th Signal Battalion, Ludwigsburg
  - 11th Aviation Brigade, Illesheim
  - 7th Engineer Brigade, Kornwestheim
  - 14th Military Police Brigade, Fürth
  - 2nd Support Command, Nellingen

### Golfkrieg
Im Zweiten Golfkrieg war das VII Corps der wahrscheinlich schlagkräftigste Großverband. Normalerweise wird ein Korps bei voller Stärke aus drei Divisionen gebildet, dazu kommen andere Einheiten wie Artillerie, Pioniere und Versorgungseinheiten. Das VII Corps hatte damals eine vielfache Größe, da ihm Divisionen und Brigaden anderer Korps zugeschlagen wurden:
So standen unter anderem die 1st Armored Division, die 3rd Armored Division, die 1st Infantry Division, das 2nd Armored Cavalry Regiment (Aufklärer), die 1st Cavalry Division, die britische 1st Armoured Division, sowie die 11. US-Heeresfliegergruppe unter dem Kommando des VII Corps.
In der Operation Desert Storm erhielt das Korps die Aufgabe, die schweren Divisionen der irakischen republikanischen Garden zu vernichten, was ihm mit Leichtigkeit gelang. Dieser Angriff kostete rund zweihundert Soldaten des Korps das Leben. Im Gegenzug zerschlug es mehrere irakische Divisionen, einschließlich der Medina- und der Tawalkna-Gardedivision. Nachdem die Kampfhandlungen beendet waren, wurde das VII Corps nach Deutschland zurückverlegt. Am 15. April 1992 wurde es im Rahmen der amerikanischen Truppenreduzierung in Europa nach dem Ende des Kalten Krieges deaktiviert.

## Kommandierende Generale
| 19. August 1918 – 6. September 1918    | Generalmajor William M. Wright           |
| 6. September 1918 – 13. September 1918 | Oberstleutnant Gordon Johnston           |
| 13. September 1918 – 25. Oktober 1918  | Generalmajor Omar Bundy                  |
| 25. Oktober 1918 – 27. Oktober 1918    | Oberstleutnant Adna R. Chaffee           |
| 27. Oktober 1918 – 21. November 1918   | Oberst Herbert J. Brees                  |
| 21. November 1918 – 23. April 1919     | Generalmajor William G. Haan             |
| 23. April 1919 – 8. Mai 1919           | Generalmajor Charles H. Martin           |
| 8. Mai 1919 – 11. Mai 1919             | Generalmajor Henry T. Allen              |
| 1. Oktober 1933 – 1. Februar 1935      | Generalmajor Frank Ross McCoy            |
| 31. Dezember 1940 – 31. Juli 1941      | Generalmajor Frederic H. Smith           |
| 1. August 1941 – Mai 1943              | Generalmajor Robert C. Richardson, Jr.   |
| Mai 1943 – 14. Februar 1944            | Generalmajor Roscoe B. Woodruff          |
| 14. Februar 1944 – 28. August 1945     | Generalleutnant Joseph Lawton Collins    |
| 29. August 1945 – 1. März 1946         | Generalleutnant Alvan C. Gillem, Jr.     |
| 06/1951 – 12/1952                      | Generalmajor Withers A. Burress          |
| 12/1952 – 03/1954                      | Generalmajor James M. Gavin              |
| 03/1954 – 02/1955                      | Generalleutnant Henry I. Hodes           |
| 02/1955 – 05/1956                      | Generalleutnant George H. Decker         |
| 06/1956 – 07/1956                      | Generalmajor Halley G. Maddox            |
| 08/1956 – 08/1958                      | Generalleutnant John F. Uncles           |
| 09/1958 – 10/1959                      | Generalleutnant Gordon B. Rogers         |
| 10/1959 – 01/1961                      | Generalleutnant Guy S. Meloy Jr.         |
| 01/1961 – 04/1962                      | Generalleutnant John C. Oakes            |
| 04/1962 – 08/1963                      | Generalleutnant Charles H. Bonesteel III |
| 09/1963 – 07/1965                      | Generalleutnant Louis W. Truman          |
| 07/1965 – 05/1968                      | Generalleutnant Frank T. Mildren         |
| 06/1968 – 09/1969                      | Generalleutnant Donald V. Bennett        |
| 10/1969 – 02/1971                      | Generalleutnant George G. O’Connor       |
| 02/1971 – 03/1973                      | Generalleutnant Filmore K. Mearns        |
| 03/1973 – 06/1975                      | Generalleutnant George S. Blanchard      |
| 07/1975 – 10/1976                      | Generalleutnant Frederick J. Kroesen     |
| 10/1976 – 10/1978                      | Generalleutnant David E. Ott             |
| 10/1978 – 06/1981                      | Generalleutnant Julius W. Becton Jr.     |
| 06/1981 – 07/1983                      | Generalleutnant William J. Livsey        |
| 07/1983 – 02/1985                      | Generalleutnant John R. Galvin           |
| 02/1985 – 07/1987                      | Generalleutnant Andrew P. Chambers       |
| 07/1987 – 08/1989                      | Generalleutnant Ronald L. Watts          |
| 08/1989 – 06/1991                      | Generalleutnant Frederick M. Franks Jr.  |
| 08/1991 – 04/1992                      | Generalleutnant Michael Spigelmire       |